# Ликофрон
Ликофрон (др.-греч. Λυκόφρων; 320-е годы до н. э. — середина III века до н. э.) — греческий поэт и грамматик, работавший в Александрийском мусейоне. Он известен как автор трагедий на мифологические темы, сатировской драмы «Менедем» и трактата «О комедии». Кроме этого, известно, что Ликофрон был искусным создателем анаграмм. Ликофрону приписывают создание поэмы «Александра», в которой пророчица, более известная как Кассандра, предвещает падение Трои и судьбу всех связанных с нею героев и которая считается самым «тёмным» (см. ниже) произведением всей античной литературы.

## Биография
Ликофрон родился в Халкиде, на острове Эвбея, где жила его семья. Согласно словарю Суды, он был сыном Сокла и приёмным сыном историка Лика из Регия.
Достиг он творческого расцвета в Александрии во времена правления Птолемея II Филадельфа. Ликофрон жил в Египте, при дворе царя, а также работал в Александрийской библиотеке. Там он составил каталог рукописей комедиографов. Также по поручению царя Ликофрон и некоторые другие поэты и грамматики, например, Александр Этолийский, исправляли находившиеся в фонде библиотеки книги драматургов. Ликофрон работал над комедиями, Александр занимался трагедиями, а Зенодот — поэтическими произведениями. Так, в результате этих трудов появился трактат «О комедии». Однако, по словам Цеца, более всего Ликофрон при жизни был известен не стихами, а как автор анаграмм, обыгрывавших имя царя Птолемея и царицы.
Ликофрон входил в так называемую Александрийскую плеяду, включавшую семь поэтов и трагиков, живших при дворе Птолемея II Филадельфа в третьем веке до н. э. Кроме Ликофрона, туда входили Гомер Византийский, Филиск Керкирский, Александр Этолийский, Сосифей и др. Учёным не удаётся определить точный список членов этой группы. По разным версиям, туда ещё могли входить Феокрит или Арат, или Никандр.
Загадочное указание на обстоятельства смерти Ликофрона содержится в поэме Овидия «Ибис»:

В чрево твое да вонзится копьё и останется в ране -
Так, обутый в котурн, встретил конец Ликофрон
Однако из-за отсутствия иных источников неясно, что имеется в виду.

## Творчество
Большую часть поэтических произведений Ликофрона составляли трагедии. В Суде, византийском энциклопедическом словаре X века, указывается двадцать названий трагедий, написанных Ликофроном («Эол», «Андромеда», «Алет» (или «Странник»), «Эолиды», «Элефенор», «Геракл», «Умоляющие», «Ипполит», «Кассандреида», «Лай», «Марафонцы», «Навплий», «Эдип» (первая и вторая пьесы), «Орфан», «Пенфей», «Пелопиды», «Союзники», «Телегон», «Хрисипп»), но лишь небольшие фрагменты из них сохранились. Предполагается, что некоторые трагедии были посвящены не древним героям, а событиям относительно недавнего прошлого (например, «Кассандреида»).
Известно, что греческий философ Менедем Эретрийский восхищался его трагедиями. Ликофрон изобразил Менедема в одноимённой сатировской драме, из которой сохранилось около 15 строк о скромном пире философов. По мнению Афинея, пьеса написана в издёвку, но Диоген Лаэртский считает, что в ней содержалась похвала философу.
Трактат Ликофрона «О комедии» неоднократно упоминается Афинеем в «Пире мудрецов».

## «Александра»

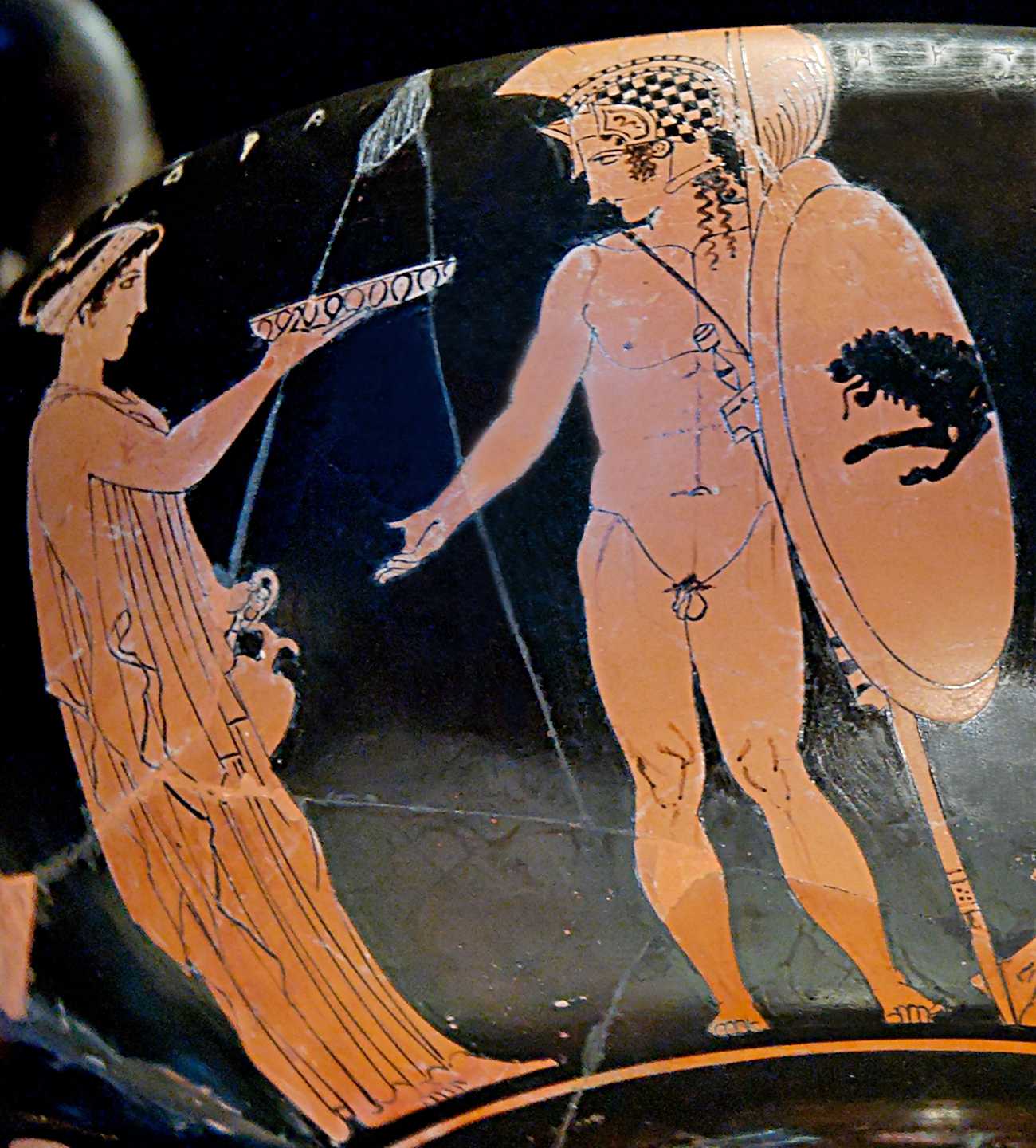

«Александра, или Кассандра» — поэма, создание которой обычно приписывается Ликофрону, написана ямбическим триметром. Эта поэма (или монодрама) в 1474 строки почти целиком состоит из тёмных пророчеств Кассандры о судьбах героев Троянской войны. Ликофрон объединяет в одном произведении много мотивов. В поэме он обращается к мифологии, и возникают сюжеты, героями которых являются, например, Геракл, а также Ио. А заканчивается повествование описанием событий, связанных с Александром Великим, который в ходе своих завоеваний хотел объединить Европу и Азию в мировую империю.
Язык и стиль данной поэмы считались даже авторами древних времён непонятными и загадочными. Уже Стаций называл Ликофрона «тёмным», Лукиан считает его поэму «злополучной по языку» а Климент Александрийский говорил, что «Александра» Ликофрона, равно как стихи Каллимаха и Евфориона — «атлетическое упражнение в экзегезе» для грамматиков. Впрочем, М. Л. Гаспаров полагал, что даже учёный язык Каллимаха покажется простым и ясным по сравнению с Ликофроном
Один из современных ученых отметил, что «Александра» — одно из самых сложных для чтения произведений классической литературы, никто не может прочитать эту поэму без соответствующих комментариев, но даже они не сильно облегчают труд. Полное тёмных намеков и трудное для понимания, по своему языку и мифологическому разнообразию эта поэма представляет весьма характерное произведение Александрийской школы, но в античности, что не удивительно, за это она ценилась как важное руководство по мифологии.

### Проблема авторства и датировки
Проблема авторства «Александры» обсуждалась уже в XIX веке и продолжает обсуждаться в наши дни.
Так, некоторые современные исследования обосновывают мысль, что «Александра» не может быть произведением первой половины III века до н. э. В поэме Кассандра предсказывает величие потомкам Трои, и даются ссылки на исторические события. Вопросы вызывают те строки поэмы (1226—1280; 1446—1450), где описывается господство Римской державы, которое, как считается, может соответствовать только ситуации, возникшей после Второй Македонской войны (по другому мнению, строки о Риме отражают только его успехи в войне против Пирра). Была выдвинута и гипотеза, что поэма принадлежит внуку старшего Ликофрона, носившему то же имя и жившему около 200 года до н. э.
Но некоторые учёные считают, что эти фрагменты были добавлены кем-то позже, и защищают позиции Ликофрона как истинного создателя «Александры». Например, М. фон Альбрехт соглашается с датировкой поэмы началом II века до н. э., а П. Видаль-Накэ указывает, что датировка первой третью III века также принята многими специалистами.

### Последующая традиция
Михаэль фон Альбрехт предполагает, что именно Ликофрон вдохновил пророческую концепцию «Энеиды».
В византийский период «Александра» была очень популярной: её читали, комментировали, различные авторы цитировали строки из неё. Сохранились два пояснительных пересказа поэмы, а также коллекция комментариев братьев Цец, византийских грамматиков двенадцатого века.
Стихи Ликофрона в числе других поэтов были использованы при создании византийского центона — драмы «Христос страждущий». Реминисценции из него находят у Евматия Макремволита.
Поэма Ликофрона переводилась на латинский, английский, французский, немецкий, итальянский, испанский, каталанский и новогреческий языки. В 2011 году опубликован первый русский стихотворный перевод.

### Издания «Александры»
- Первоиздание Альда Мануция в 1513 году, в одном томе со стихами Пиндара, Каллимаха и Дионисия Периэгета.
- Ludwig Bachmann (1830) (онлайн здесь или здесь)
- Félix Désiré Dehèque (1853) online
- Carl von Holzinger (1895), Leipzig, Teubner, 1895. online
- Lorenzo Mascialino, Lycophronis Alexandra, Leipzig, Teubner, 1964.
- André Hurst and Antje Kolde (2008), Budé edition. André Hurst (ed.), Lycophron, Alexandra. Collection des universités de France Série grecque. Paris: Les Belles Lettres, 2008. Pp. xciii, 334. ISBN 978-2-251-00551-5. (Рецензия на новое издание (англ.))

Издания словаря и комментариев:
- Maria Grazia Ciani, Lexikon zu Lycophron, Hildesheim, Olms, 1975.
- Pietro Luigi Leone, Scholia vetera et paraphrases in Lycophronis Alexandram, Galatina, Congedo, 2002.

### Переводы
- на русский язык:
  - Ликофрон. Александра. / Вступ. ст. А. В. Мосолкина, пер. и комм. И. Е. Сурикова. // ВДИ. 2011. № 1. С. 219—233 (строки 1-446). № 2. С. 234—267 (строки 447—1474).
- на латинский язык::
  - Иосифа Скалигера, конец XVI века (онлайн)
- на английский язык:
  - виконта Филиппа Ройстона (1784—1808), издан в 1806 году (онлайн здесь или здесь)
  - Дж. В. Муни (George W. Mooney, 1921)
  - А. В. Майра (Перевод (Online text: Lycophron’s Alexandra translated by A. W. Mair, 1921); Текст и перевод. 1921. P. 475—617.
- на французский язык:
  - Пьер Деэк, 1853 (онлайн)
  - Pascal Quignard, Lycophron. Alexandra, Paris, Mercure de France, 1971.
  - Gérard Lambin, L’Alexandra de Lycophron, Rennes, Presses universitaires de Rennes, 2005.
  - Lycophron, Cassandre. Traduction, notes et commentaire de Pascale Hummel, Chambéry, Éditions Comp’Act, 2006.
  - см. также выше французское издание 2008 года с переводом.
- на немецкий язык:
  - Карл фон Хольцингер, 1895 (см. выше в изданиях), переиздан 2009 (просмотр)
- на итальянский язык:
  - Ciaceri, Emanuele. La Alessandra di Licofrone. Testo, traduzione e commento. Catania: N. Giannotta, 1901. xviii, 369 pp.
  - Valeria Gigante Lanzara. Licofrone: Alessandra. Milano, BUR, 2002. ISBN 9917173320. (значительные отрывки приведены в итальянской Википедии)
- на испанский язык:
  - Licofrón / Trifiodoro / Coluto (1987). Alejandra / La toma de Ilión / El rapto de Helena. Intr., trad. y notas de M. y E. Fernández-Galiano. Rev.: L. A. de Cuenca. Madrid: Editorial Gredos. ISBN 978-84-249-1231-4.
- на каталанский язык:
  - Clúa i Serena, Josep Antoni. Licòfron de Calcis, Alexandra. Text revisat i trad. Barcelona: Fundació Bernat Metge, 1996 (Col·lecció catalana dels clàssics grecs i llatins 298). 133 pp.
- на новогреческий язык:
  - Paide, Phane. Lykophronos Alexandra. Metaphrase, semeioseis. Athena: Stigme, 2004 (Bibliotheke archaion syngrapheon 37). 332 pp.

### Схолии
- Схолии к Ликофрону (издание 1881 года)

### Исследования
- J. Konze, De Dictione Lycophronis (1870)
- Книга Гассе (1910) (лат.)
- Stephanie West, "Notes on the Text of Lycophron, " Classical Quarterly, 33 (1983), pp. 114–135, and "Lycophron Italicised, " Journal of Hellenic Studies 104 (1984), pp. 127–151.
- Видаль-Накэ П. Бессмертные рабыни Афины Илионской. // Чёрный охотник. М., 2001. С. 213—226. (русское издание содержит перевод строк 1150—1161 с французского)
- Хорсфолл Н. Еще раз о Ликофроне и «Энеиде». // Античный мир и археология. Вып.12. Саратов, 2006.

На русском языке:
- Анненский И. Ф. Из наблюдений над языком Ликофрона (О начальном звукоподобии). // Commentationes philologicae. (Сб. статей в честь Ивана Васильевича Помяловского <…> от учеников и слушателей). СПб., 1897. С. 55-80.
- Латышев В. В. Известия древних писателей о Скифии и Кавказе. // ВДИ. 1947. № 3. С.265-266. (перевод строк 186—201, 1021—1027, 1283—1290, 1309—1321, 1333—1338)
- Лосев А. Ф. Мифология греков и римлян. М., 1996. С.539-541. (обзор сведений об Аполлоне)
- История греческой литературы. В 3 т. Т.3. М., 1960. С. 96-98. (перевод около 20 строк М. Е. Грабарь-Пассек)
- Краткая литературная энциклопедия. Т. 4. М., 1967. Стб. 195. (заметка Т. В. Поповой)
- Аверинцев С. С. Поэтика ранневизантийской литературы. М., 1997. С. 137—138.
- История всемирной литературы. В 9 т. Т.1. М., 1983. С. 416—417. (перевод строк 16-30 М. Л. Гаспаровым)
- Чистякова Н. А. Александрийская поэзия. Л., 1988. С.44-45. (перевод строк 243—248)
- Цымбурский В. Л. Лаомедонт — эпиклеза Посейдона? (К разночтениях в ст.157 «Александры» Ликофрона). // Античность в контексте современности. М., 1990.
- Зайцев А. И. Реминисценция из киклических «Ностов» в «Александре» Ликофрона // Linguistica et philologica : Сборник статей к 75-летию Ю. В. Откупщикова. — СПб.: СПбГУ, 1999. — С. 265-268. — ISBN 5-28802-338-7.
- Мосолкин А. В. Основание Рима по поэме Ликофрона «Александра» // Социальные идеалы в стратегиях общественного развития. Саратов, 2005. Ч. 1. С. 173—177
- Мосолкин А. В. (недоступная ссылка) К вопросу о времени написания фрагмента Lycophr. Alex. 1226-80 // Историческое знание: Теоретические основания и коммуникативные практики. Материалы науч. конф. 5-7 октября 2006. М., 2006. С. 372—374
- Мосолкин А. В. Исторический комментарий к «Александре» Ликофрона (ст.1226-80) // Античный мир и археология. Саратов, 2009. Вып.13. С. 398—418.

### Внешние ссылки
- Ликофрон, грамматик // Энциклопедический словарь Брокгауза и Ефрона : в 86 т. (82 т. и 4 доп.). — СПб., 1890—1907.
- Статья в словаре Суды о Ликофроне (греч., англ.)
- Биография Ликофрона, составленная Цецем (англ.)
- Библиография исследований о Ликофроне (недоступная ссылка)